# Oberhain
Oberhain là một đô thị thuộc huyện Saalfeld-Rudolstadt, trong bang Thüringen, nước Đức. Đô thị Oberhain có diện tích 14,12 km².